# Aeroporto di Arcangelo-Talagi
L'aeroporto di Arcangelo-Talagi è un aeroporto internazionale situato a 11 km dalla città di Arcangelo, nella Russia europea.

## Storia
L'aeroporto di Arcangelo-Talagi (in russo Аэропорт Архангельск-Талаги?) è stato aperto il 15 febbraio 1963.
Il 5 novembre 1964 - l'apertura dei primi voli di linea sulla rotta Arcangelo - San Pietroburgo con gli aerei Ilyushin Il-18.
Nel 1990 all'aeroporto sono transitati 952.457 passeggeri, il numero massimo nella sua storia.
Nel 1991 sulla base del 1º Distaccamento Aereo di Arcangelo dell'Aeroflot è stata creata la compagnia aerea AVL Archangel'skie Vozdushnye Linii, conosciuta anche come l'Aeroflot-Nord o la Nordavia. Nello stesso anno la gestione aeroportuale è stata affidata alla Aeroport Arcangel'sk S.p.a. (in russo: Аэропорт Архангельск O.а.о.).
Nel 1995 l'aeroporto è stato aperto per i voli internazionali. Dal 1996 al 1998 all'aeroporto si basavano gli aerei Saab 2000 della compagnia aerea Scandinavian Airlines System che operava i voli di linea per Svezia, Finlandia, Norvegia.
Nel 2001 ha visto transitare 105.797 passeggeri e 921 tonnellate di merce con aerei cargo.
Nel 2002 l'Aeroflot-Nord ha aperto i primi voli di linea internazionali.

## Strategia
L'aeroporto di Arcangelo-Talagi è lo hub principale e la base tecnica della compagnia aerea russa Nordavia.

## Dati tecnici
L'aeroporto di Arcangelo-Talagi dispone di una pista attiva di classe C di 2500 m х 44 m.
L'aeroporto è aperto dalla ore 04:00 alle ore 19:00 (UTC).
Attualmente l'aeroporto dispone di due Terminal Passeggeri: Terminal Nazionale e Terminal Internazionale con la capacità di 300 passeggeri/ora.

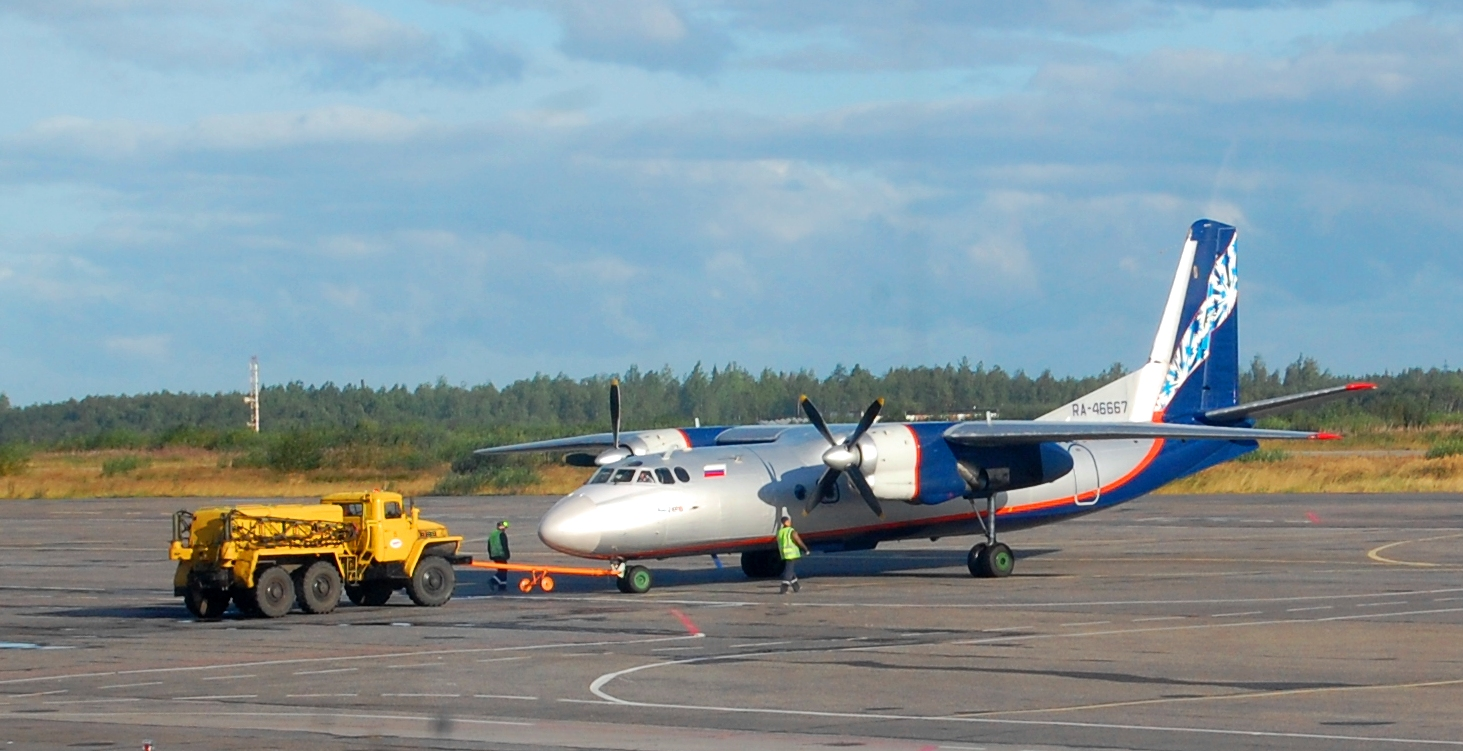
Antonov An-24RV della russa Aeroflot-Nord all'aeroporto Talagi.

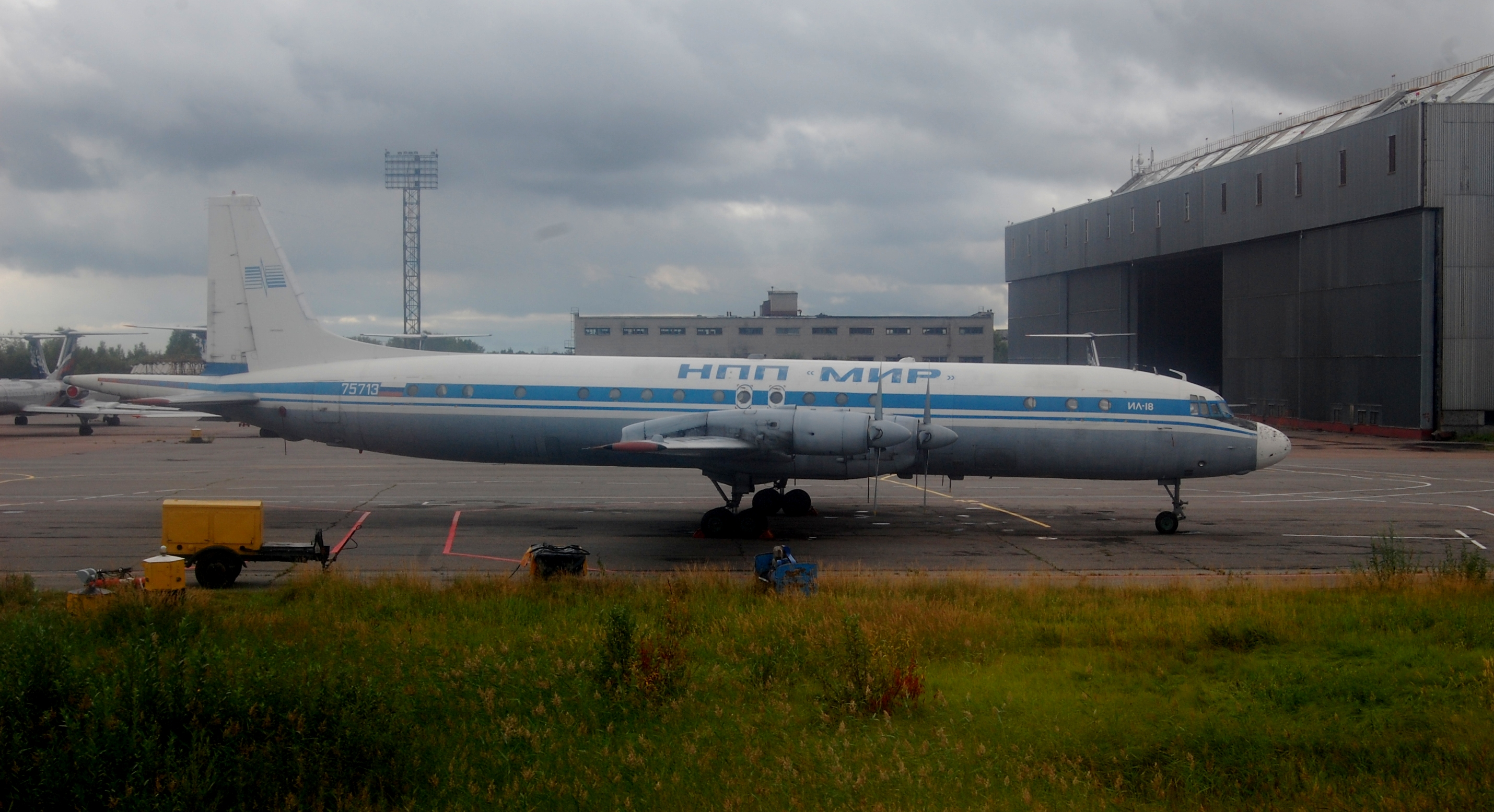
Ilyushin Il-18 della russa NPP Mir all'aeroporto Talagi.

## Collegamenti con Arcangelo
Il Terminal aeroportuale è facilmente raggiungibile dal Porto navale-fluviale di Arcangelo con la linea no.12 del trasporto pubblico. Gli autobus partono ogni 10-20 minuti e si impiegano  circa 30-45 minuti per raggiungere l'aeroporto.